# フリーフォート
フリーフォート（Frifot）は、1987年に結成されたスウェーデンのフォーク・ミュージック・トリオ。メンバーは、レーナ・ヴィッレマルク、ペル・グドムンドソン、アレ・メッレル。結成当初、グループはメッレル、ヴィッレマルク&グドムンドソンと名乗っていた。「フリーフォート」という名前は、文字通り「足の自由」を意味し、演奏する曲の歌詞に由来している。長年にわたり、トリオのメンバーはソロ活動を行ったり、他のグループと共演したりしてきたが、フリーフォートはグループとして存続している。5枚目のフル・アルバムは、2007年10月にリリースされた。
トリオは、ポーランド、イギリス、ドイツ、フランス、イタリア、日本、アメリカ、インド、北欧諸国など、数多くの国をツアーしてきた。2000年の3回目のアメリカ・ツアーでは、ラジオ番組『プレーリー・ホーム・コンパニオン』に出演した。彼らのCD『Sluring』は、2003年の最優秀フォーク・ミュージック・アルバムとしてグラミス賞を受賞した。

## メンバー
- レーナ・ヴィッレマルク (Lena Willemark) - ボーカル、ヴァイオリン、木製フルート
- ペル・グドムンドソン (Per Gudmundson) - ヴァイオリン、スウェディッシュ・バグパイプ、ボーカル
- アレ・メッレル (Ale Möller) - マンドラ、ドローンフルート、木製フルート、ショーム、ハーモニカ、ロー・ホイッスル、ウィロウフルート、ハンマード・ダルシマー、フォークハープ、ボーカル

## ディスコグラフィ

### アルバム
- Frifot (1991年) ※Lena Willemark/Ale Möller/Per Gudmundsson名義
- Musique des vallées scandinaves (Suède - Norvège) (1993年) ※with カーステン・ブラテン・バーグ
- 『イエルヴェン』 - Järven (1996年)
- Frifot (1999年、ECM)
- Summer Song (1999年) ※コンピレーション
- Sluring (2003年)
- 『フリート〜揺蕩う (たゆとう)』 - Flyt (2007年)